# Bisetocreagris jiangi
Espèce
Bisetocreagris jiangi est une espèce de pseudoscorpions de la famille des Neobisiidae.

## Distribution
Cette espèce est endémique du Guizhou en Chine. Elle se rencontre dans le xian de Sinan dans la grotte Anjialin.

## Description
Le mâle holotype mesure 2,78 mm, les mâles mesurent de 2,78 à 3,07 mm et les femelles de 2,41 à 5,26 mm.

## Systématique et taxinomie
Cette espèce a été décrite par Feng, Zhang et Chen en 2023.

## Étymologie
Cette espèce est nommée en l'honneur de Xuan-kong Jiang.

## Publication originale
- Feng, Zhang & Chen, 2023 : « Cave-dwelling Neobisiidae in South China Karst, with descriptions of twelve new species of Bisetocreagris (Pseudoscorpiones, Neobisiidae) from Guizhou Province. » Zootaxa, no 5395(1), p. 1-77.